# UCI Coupe des Nations Juniors 2018
L'UCI Coupe des Nations Juniors 2018 est la onzième édition de l'UCI Coupe des Nations Juniors. Elle est réservée aux cyclistes de sélections nationales de moins de 19 ans (U19). Elle est organisée par l'Union cycliste internationale. 

## Résultats

### Épreuves
| Date                | Épreuve                                           | Pays         | Vainqueur         | Deuxième           | Troisième               | Leader (nations) |
| ------------------- | ------------------------------------------------- | ------------ | ----------------- | ------------------ | ----------------------- | ---------------- |
| 8 février           | Championnat d'Asie du contre-la-montre juniors    | Birmanie     | Daniil Pronskiy   | Chu Tsun-wai       | Huỳnh Minh Nghĩa        | Kazakhstan       |
| 12 février          | Championnat d'Asie sur route juniors              | Birmanie     | Taisei Hino       | Rex Luis Krog      | Wachirawit Saenkhamwong | Kazakhstan       |
| 15 février          | Championnat d'Afrique du contre-la-montre juniors | Rwanda       | Biniyam Ghirmay   | Yves Nkurunziza    | Natan Medhanie          | Érythrée         |
| 17 février          | Championnat d'Afrique sur route juniors           | Rwanda       | Biniyam Ghirmay   | Tomas Goytom       | Hager Andemaryam        | Érythrée         |
| 23 mars             | Championnat d'Océanie du contre-la-montre juniors | Australie    | Lucas Plapp       | Finn Fisher-Black  | Tyler Lindorff          | Érythrée         |
| 24 mars             | Championnat d'Océanie sur route juniors           | Australie    | Carter Turnbull   | Josh Lane          | Sam Cook                | Érythrée         |
| 25 mars             | Gand-Wevelgem juniors                             | Belgique     | Samuele Manfredi  | Søren Wærenskjold  | Quinn Simmons           | Italie           |
| 8 avril             | Paris-Roubaix juniors                             | France       | Lewis Askey       | Samuele Manfredi   | Mattias Skjelmose       | Italie           |
| 3-6 mai             | Course de la Paix juniors                         | Tchéquie     | Remco Evenepoel   | Mattias Skjelmose  | Ludvig Aasheim          | Belgique         |
| 19-20 mai           | Trophée Centre Morbihan                           | France       | Remco Evenepoel   | Andrea Piccolo     | Søren Wærenskjold       | Belgique         |
| 24-27 mai           | Tour du Pays de Vaud                              | Suisse       | Mattias Skjelmose | William Blume Levy | Ludvig Aasheim          | Italie           |
| 7-10 juin           | Saarland Trofeo                                   | Allemagne    | Søren Wærenskjold | Karel Vacek        | Ludvig Aasheim          | Norvège          |
| 7-8 juillet         | Grand Prix Général Patton                         | Luxembourg   | Remco Evenepoel   | Mattia Petrucci    | Xandres Vervloesem      | Norvège          |
| 13 juillet          | Championnat d'Europe du contre-la-montre juniors  | Tchéquie     | Remco Evenepoel   | Ilan Van Wilder    | Antonio Tiberi          | Norvège          |
| 15 juillet          | Championnat d'Europe sur route juniors            | Tchéquie     | Remco Evenepoel   | Alexandre Balmer   | Carlos Rodríguez        | Norvège          |
| 17-22 juillet       | Tour de l'Abitibi                                 | Canada       | Riley Sheehan     | Kendrick Boots     | Michael Garrison        | Norvège          |
| 31 août-4 septembre | Tour de DMZ                                       | Corée du Sud | Gleb Brussenskiy  | Daniil Pronskiy    | Yevgeniy Fedorov        | Norvège          |
| 24 septembre        | Championnat du monde du contre-la-montre juniors  | Autriche     | Remco Evenepoel   | Lucas Plapp        | Andrea Piccolo          | Belgique         |
| 27 septembre        | Championnat du monde sur route juniors            | Autriche     | Remco Evenepoel   | Marius Mayrhofer   | Alessandro Fancellu     | Belgique         |

### Classement final par nations
| #  | Pays       | Pts. |
| -- | ---------- | ---- |
| 1  | Belgique   | 222  |
| 2  | Italie     | 202  |
| 3  | Norvège    | 190  |
| 4  | États-Unis | 174  |
| 5  | Allemagne  | 169  |
| 6  | Danemark   | 156  |
| 7  | France     | 121  |
| 8  | Pays-Bas   | 92   |
| 9  | Tchéquie   | 88   |
| 10 | Kazakhstan | 85   |